# Face the Nation
Face the Nation é um programa de noticias semanal que vai ao ar aos domingos na rede de rádio e televisão da CBS. Criado por Frank Stanton em 1954, Face the Nation é um dos mais antigos programas de notícias da história da televisão.
Face the Nation estreou em 7 de novembro de 1954, e foi originalmente transmitido nas tardes de domingo às 14h30, horário do leste dos EUA. Bill Shadel era então o chefe da sucursal de Washington, DC da CBS News. Naquele primeiro programa, seu convidado foi o senador Joseph McCarthy, de Wisconsin.